# موزه سلطنتی جنگ

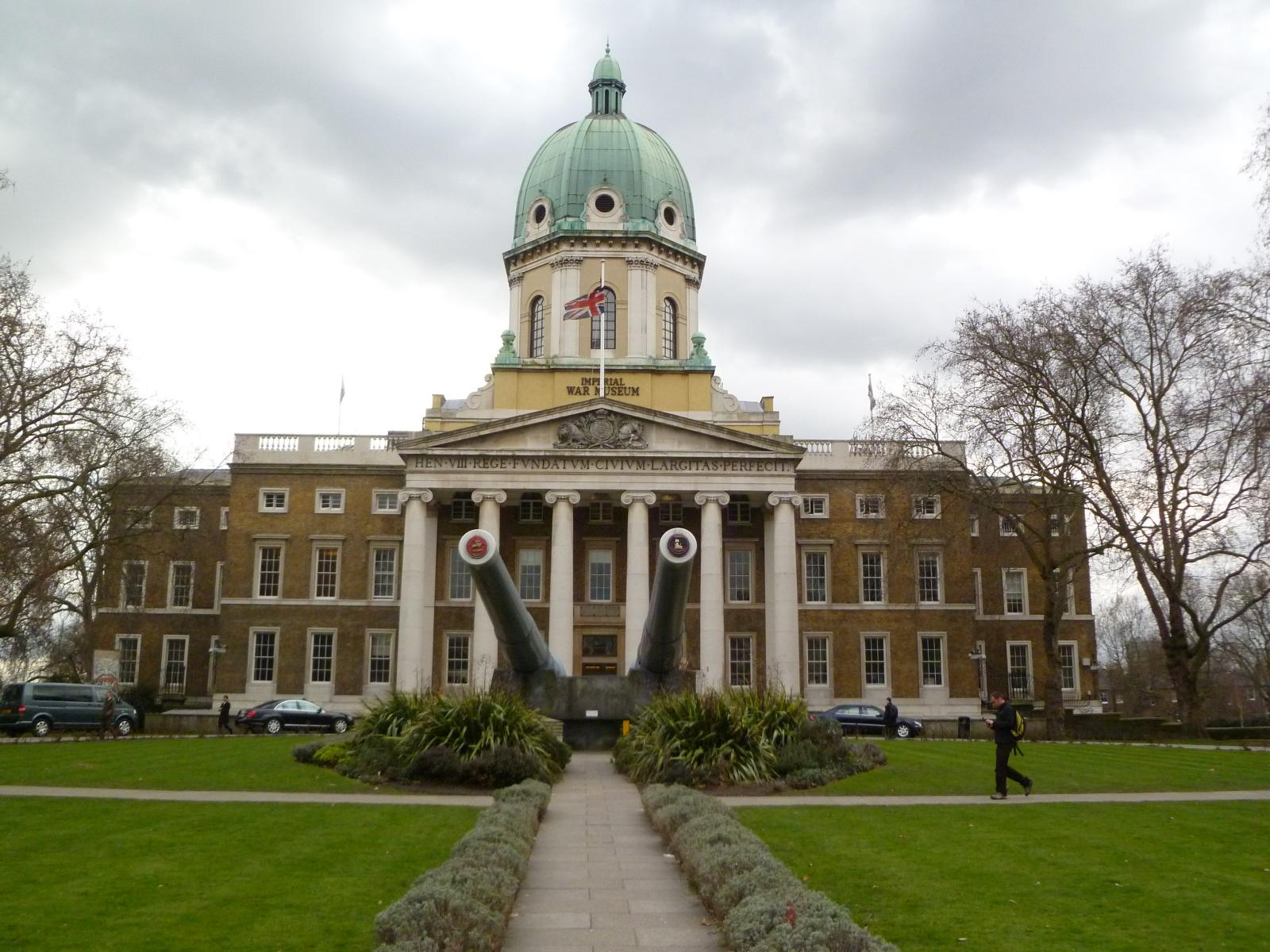

موزه‌های سلطنتی جنگ (اختصاری IWM) یکی از موزه‌های ملی بریتانیا می‌باشند که تاریخ نظامی بریتانیا در خلال سده ۲۰ (میلادی) را روایت می‌کند. این مجموعه موزه‌ها دارای ۵ شعبه می‌باشند که هرکدام دارای ویژگی‌های منحصربفردی هستند و برای حفظ بخشی از تاریخ جنگ جهانی اول، جنگ جهانی دوم و سایر فعالیت‌های نظامی بریتانیا تا امروز بنیان‌گذاری‌شده‌اند. شعبه مرکزی آن در محله ساوثوارک و لمبپ واقع شده است که در گذشته بخشی از ساختمان یک بیمارستان سلطنتی بوده که در سال ۱۹۳۶ تغییر کاربری داده و به موزه جنگی مبدل شده است. نخستین مجموعه این موزه در سال ۱۹۱۷ بنیان‌گذاری شد و آخرین ساختمان بازگشایی‌شده این مجموعه نیز در سال ۲۰۰۲ بازگشای شد. این مجموعه موزه‌ها شامل اسناد و مدارک نظامی، فیلم، تاریخ شفاهی، عکس، کتابخانه، غنائم جنگی، مجموعه آثار هنری پیرامون جنگ‌ها و مجموعه کاملی از ادوات نظامی مورد استفاده در جنگ‌های مزبور می‌باشد که تعداد این آثار و اشیاء بالغ بر ۱۰٬۷۰۰٬۰۰۰ عدد می‌باشد که توانسته‌اند سالانه ۲٬۲۷۱٬۰۰۰ گردشگر را تشویق به بازدید از این مجموعه موزه‌ها نمایند.

## شعبه‌های موزه
| نام موزه              | تاریخ بازگشایی | مکان                      | میزان بازدیدکننده | وب‌گاه رسمی |
| --------------------- | -------------- | ------------------------- | ----------------- | ---------- |
| موزه سلطنتی جنگ لندن  | ۱۹۳۶ (میلادی)  | لمبث                      | ۹۷۳٬۴۴۵           |            |
| موزه ملی جنگ داکسفورد | ۱۹۷۷ (میلادی)  | داکسفورد، کمبریج‌شر        | ۳۸۷٬۵۰۸           |            |
| اچ‌ام‌اس بلفاست (سی۳۵)  | ۱۹۷۸ (میلادی)  | ساوت بانک، لندن           | ۲۴۳٬۱۷۹           |            |
| اتاق‌های جنگ چرچیل     | ۱۹۸۴ (میلادی)  | خیابان شاه چارلز، لندن    | ۳۶۴٬۵۸۳           |            |
| موزه سلطنتی جنگ شمالی | ۲۰۰۲ (میلادی)  | پارک ترافورد، منچستر بزرگ | ۳۰۲٬۲۹۸           |            |